# Antonina Pirożkowa
Antonina Nikołajewna Pirożkowa ((ros.) Антони́на Никола́евна Пирожко́ва) (ur. 1 lipca 1909 w Krasnym Jarze, Obwód tomski, Imperium Rosyjskie, zm. 12 września 2010 w Sarasocie, USA) – radziecka inżynier budownictwa, projektantka moskiewskiego metra, żona Isaaka Babla.

## Życiorys
Urodziła się na Syberii we wsi Krasnyj Jar w obwodzie tomskim. Jej ojciec zmarł, gdy miała 14 lat. Pomagała utrzymać rodzinę, udzielając lekcji matematyki. W 1926 rozpoczęła studia inżynieryjne na Tomskim Uniwersytecie Politechnicznym, który ukończyła 4 lata później.
W 1932 poznała pisarza Isaaka Babla. Zamieszkali razem w 1934, a w 1937 urodziła się ich córka Lidia. 15 maja 1939 Babel został aresztowany przez NKWD, a następnie rozstrzelany w więzieniu 27 stycznia 1940. Ani matka, ani Antonina nie zostały poinformowane o jego śmierci aż do 1954. Jego rękopisy i notatki zostały skonfiskowane przez NKWD i ich los pozostaje nieznany. Po przejściu na emeryturę w 1965 skoncentrowała się na odtworzeniu literackiego dziedzictwa Babla.
W 1996 wyemigrowała wraz z córką do USA, gdzie zamieszkała w Silver Spring w Maryland. Następnie wraz z córką i wnukiem przeniosła się na Florydę, gdzie zmarła w 2010.

## Kariera zawodowa

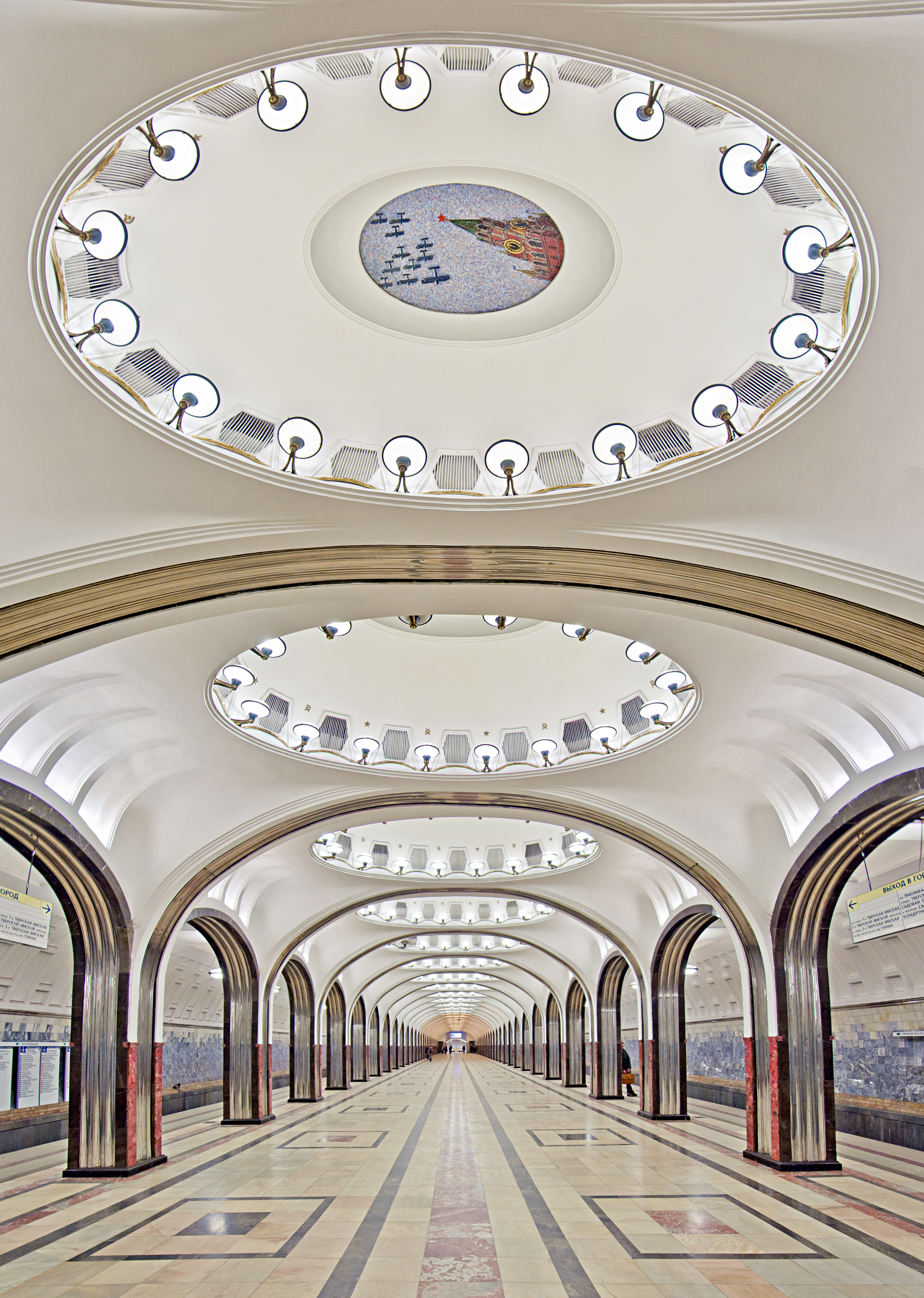
Kopuły na stacji Majakowskaja zaprojektowane przez Pirożkową

Od 1930 pracowała w biurze konstrukcyjnym Kuznieckstroj. Po przeprowadzce do Moskwy w 1934 zaczęła pracę w Metroprojekcie, gdzie doszła do stanowiska głównego projektanta. Była jedną z pierwszych projektantek moskiewskiego Metra. Projektowała stacje Majakowskaja, Pawieleckaja, Arbatskaja, Kijewskaja), Kijewskaja (na linii okrężnej) i Płoszczad´ Riewolucyi.
W czasie II wojny światowej budowała tunele kolejowe na Kaukazie. W latach 60. XX wieku budowała domy wczasowe na Kaukazie.
Wykładała na Moskiewskim Instytucie Inżynierii Transportu. Współautorka pierwszego i jedynego (według jej wiedzy) podręcznika konstrukcji tuneli i kolei podziemnych, opublikowanego w 1964.
Po przejściu na emeryturę zaczęła porządkowanie materiałów Isaaka Babla. W 1972 opublikowała wspomnienia o nim napisane między innymi przez Ilję Erenburga czy Konstantina Paustowskiego. W 1990 wydała dwutomowy zbiór prac Babla, jedyny taki zbiór dostępny w języku rosyjskim.